# Eberhard Friedrich Walcker

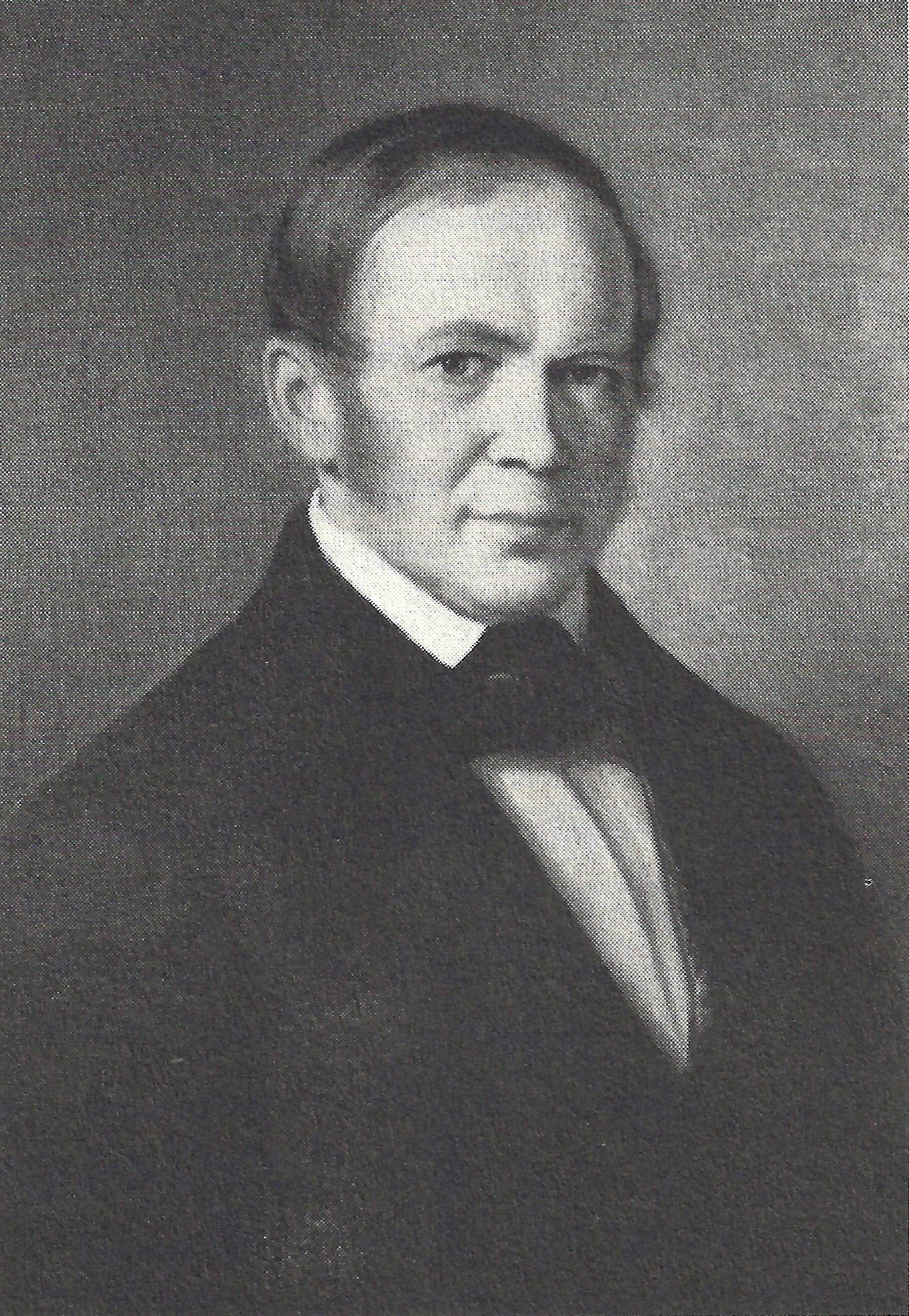
Eberhard Friedrich Walcker

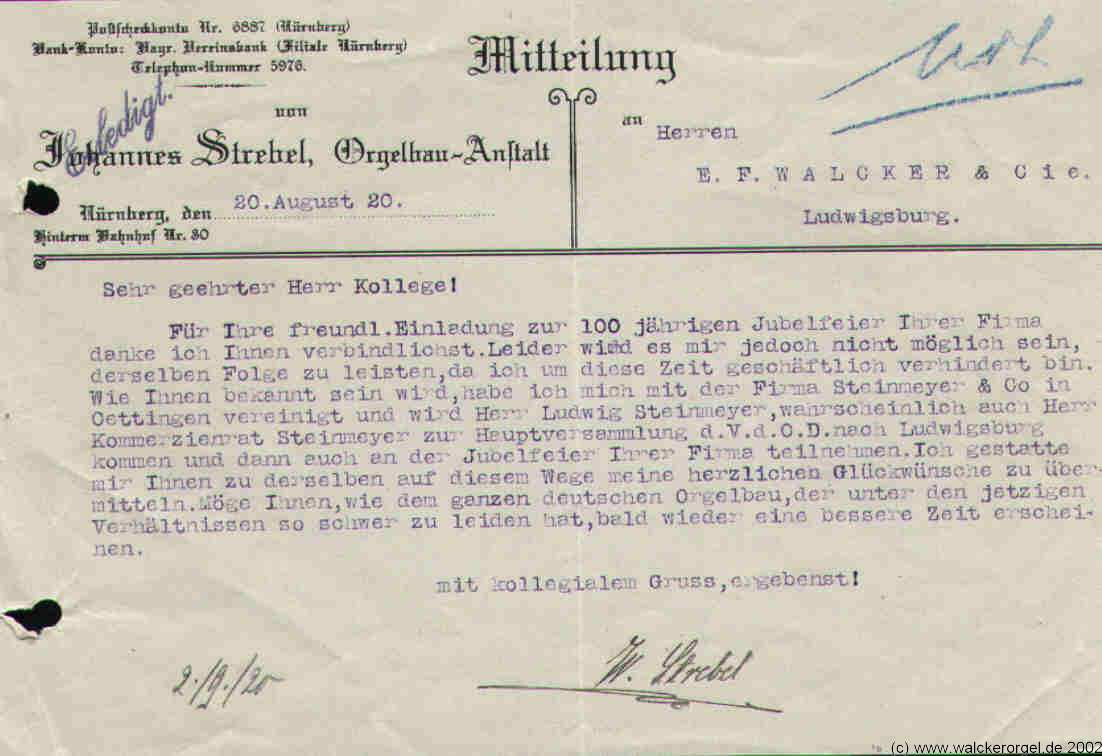
Absage von Wilhelm Strebel wegen der 100-Jahr-Feier Walckers, Brief vom 20. August 1920

Eberhard Friedrich Walcker (* 3. Juli 1794 in Cannstatt; † 2. Oktober 1872 in Ludwigsburg) war ein deutscher Orgelbauer und wie noch sein Enkel Oscar Walcker (1869–1948, Unternehmensinhaber ab 1916) „Walcker Hof-Orgelbaumeister unter König Wilhelm II. von Württemberg und Lieferanten des Vatikans“. Das auf ihn zurückzuführende Orgelbauunternehmen in Ludwigsburg gehörte zeitweilig zu den größten und renommiertesten weltweit.

## Wirken
Eberhard Friedrich war Sohn des Orgelbauers Johann Eberhard Walcker, der im Jahr 1780 in Cannstatt eine Werkstatt gegründet hatte. 1820 verlegte er die Firma nach Ludwigsburg, dem langjährigen Firmensitz. Eberhard Friedrich Walcker gilt als der bedeutendste deutsche Orgelbauer des 19. Jahrhunderts. Er erlangte Bedeutung durch verschiedene technische und klangliche Verbesserungen. Ausgebildet wurde er in der Orgelbauwerkstatt seines Vaters; er gründete 1821 in Ludwigsburg eine eigene Werkstatt (ab 1854 unter dem Namen E. F. Walcker & Cie.). Sein erstes bedeutendes Werk war die 1833 fertiggestellte Orgel in der Frankfurter Paulskirche (Opus 9), die international Beachtung fand.
Zu Walckers wegweisenden Innovationen im Orgelbau gehören die Perfektionierung und Verbreitung der Kegellade, ein für die deutsche Orgelromantik prägendes Windladensystem sowie die von Abbé Vogler inspirierte konsequente Ausnutzung der Teiltöne. Walcker gelang der Bau eines klanglich überzeugenden offenen 32'-Labial-Registers. Auch die Einführung des Jalousieschwellers in Deutschland ist ihm zu verdanken; einer Vorrichtung, die er – vermittelt durch Vogler – aus England und Frankreich übernahm.

## Nachkommen

### Söhne: 1872–1916
Eberhard Friedrich Walcker hatte mehrere Söhne, von denen fünf in seiner Firma mitgearbeitet haben. Aus seiner ersten Ehe 1821 mit Luise Beate Weigle (* 3. August 1793 in Ludwigsburg; † 18. August 1843 ebenda), Schwester des Orgelbauers Carl Gottlieb Weigle, stammten:
- Heinrich (* 10. Oktober 1828 in Ludwigsburg; † 24. November 1903 ebenda),
- Friedrich (* 17. September 1829 in Ludwigsburg; † 6. Dezember 1895 ebenda)

und aus seiner zweiten Ehe 1844 mit Marie Stumpp (* 21. Oktober 1817 in Kirchheim unter Teck; † 29. Mai 1887 in Ludwigsburg) (von der er insgesamt 11 Kinder bekam):
- Carl (* 6. März 1845 in Ludwigsburg; † 19. Mai 1908 ebenda)
- Paul (1846–1928)
- Eberhard (* 8. April 1850 in Ludwigsburg; † 17. Dezember 1926 ebenda)

Heinrich Walcker arbeitete vorwiegend als Intonateur im Werk, während Friedrich Walcker vor Ort die Installationen leitete, intonierte und Abnahmen vornahm. Letzterer galt als herausragender Intonateur, insbesondere für Zungenpfeifen. 1857 wurden sie beide Teilhaber der Firma.
Nach dem Tod von Eberhard Friedrich Walcker im Oktober 1872 übernahm Carl Walcker die kaufmännische Leitung des Betriebs.
Als sich Heinrich Spaich (* 21. Juni 1810; † 1908), der zuerst Gehilfe, dann Geschäftsführer und ab 1842 Teilhaber des Betriebs war, 1887 zur Ruhe setzte, wurden statt ihm Paul und Eberhard Walcker Mitglieder der Geschäftsleitung. Eberhard Walcker war Teilhaber, bis er 1915 einen Schlaganfall erlitt und aus der Unternehmensleitung ausschied.

#### Orgelbau
Im Zeitraum von 1872 bis 1916 wurden ungefähr 1600 Orgeln (op. 280 bis op. 1880) gebaut.
Bei der Weltausstellung 1873 in Wien wurde so erfolgreich eine Orgel (op. 292 mit II/15; später Orgel der Martin-Luther-Kirche in Webenheim) präsentiert, dass an Walcker 1878 der Auftrag zum Bau der Orgel der Wiener Votivkirche (op. 306 mit III/62) und dann auch 1883 der Neubau der Orgel des Stephansdoms (op. 434 mit III/90) vergeben wurde. Hingegen war die Weltausstellung 1876 in Philadelphia für das Unternehmen weniger erfolgreich. Paul Walcker, der eigens in die USA gereist war, um die Orgel op. 316 mit II/19 vorzustellen, gelang es nicht, sie zu verkaufen und er musste sie zurück nach Europa nehmen. Jetzt steht sie in der Michaelskirche (Waiblingen).
Bedeutende Werke waren:

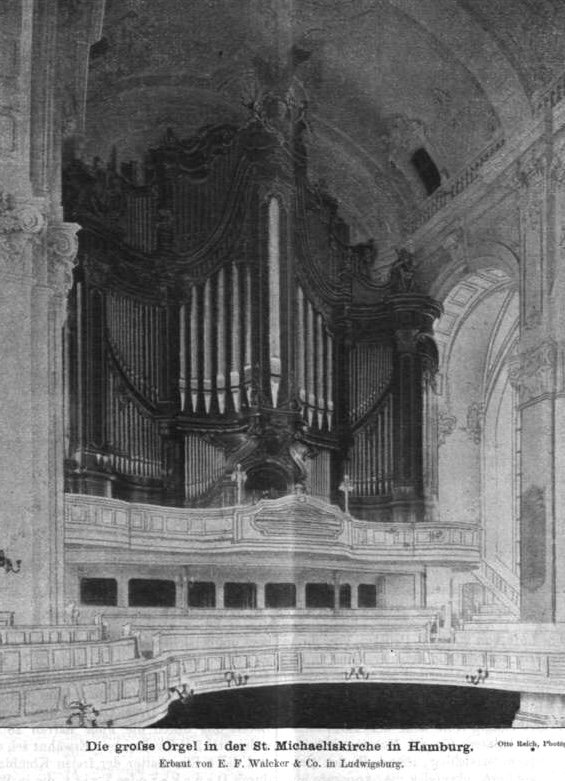
Hamburger Michel, op.1700 (1912) - damals „größte Orgel der Welt“

- 1863 Boston, Musikhalle, op. 193 mit IV/89
- 1883 Riga, Dom op. 413 mit IV/116
- 1886 Riga, Petrikirche op. 452 mit III/52
- 1884 Leipzig, Gewandhaus op. 432 mit III/54
- 1895 München, Kaim-Saal op. 733 mit III/50
- 1902 Danzig, Johanniskirche op. 1000 mit III/49
- 1912 Hamburg, Hauptkirche Sankt Michaelis, op. 1700 mit V/163 (mit Fernwerk)

Auch wurden einige Synagogenorgeln gebaut:
- 1910 Berlin, Synagoge Oranienburgerstr. op. 1526 mit IV/91[5]
- 1912 Berlin, Synagoge Fasanenstraße op. 1658 mit III/65[6]

### Oscar Walcker: 1916–1948
Von 1916 bis 1948 war Oscar Walcker der Alleininhaber der Firma, die er zu einer der weltweit renommiertesten machte.

### Werner Walcker-Mayer: 1948–1999
Nach 1948 führte Werner Walcker-Mayer den Betrieb. Unter seiner Leitung entstanden mehr als 3000 Orgeln, später auch diverse Klein- und Serienorgeln.
Das Unternehmen hatte seinen Sitz bis 1974 in Ludwigsburg. Im Jahr 1957 wurde eine Zweigniederlassung in Wien gegründet, die 1961 nach Guntramsdorf übersiedelte. Nach einer Zwischenstation in Murrhardt wechselte die Hauptfirma nach Bliesransbach (Ortsteil von Kleinblittersdorf) im Saarland. Nach einer Insolvenz im Jahr 1999 werden beide Firmen ab dem Jahr 2000 durch die Söhne Werner Walcker-Mayers gesellschaftsrechtlich selbstständig geführt als Orgelbau M. Walcker-Mayer in Guntramsdorf und als Orgelbau Gerhard Walcker-Mayer in Bliesransbach. Beide Firmen fertigen weiter Walcker-Orgeln  und sehen sich in der Orgelbautradition der Firma Walcker.

## Schüler
Carl Gottlieb Weigle begann im Jahr 1826 eine Lehre als Orgelbauer bei seinem Schwager Eberhard Friedrich Walcker. Später wurde er der erste Gehilfe bei fast allen großen Orgelbauten der Firma, insbesondere dem Umbau der Stuttgarter Stiftskirchenorgel von 1837 bis 1845. Im Jahr 1845 machte er sich mit einer eigenen Werkstatt in Stuttgart selbstständig, die als Firma Orgelbau Friedrich Weigle weitergeführt wurde.
Im Jahr 1864 gründete der zuvor bei Walcker angestellte Orgelbauer Johann Nepomuk Kuhn mit einem weiteren Mitarbeiter in Männedorf am Zürichsee die Firma Orgelbau Kuhn.

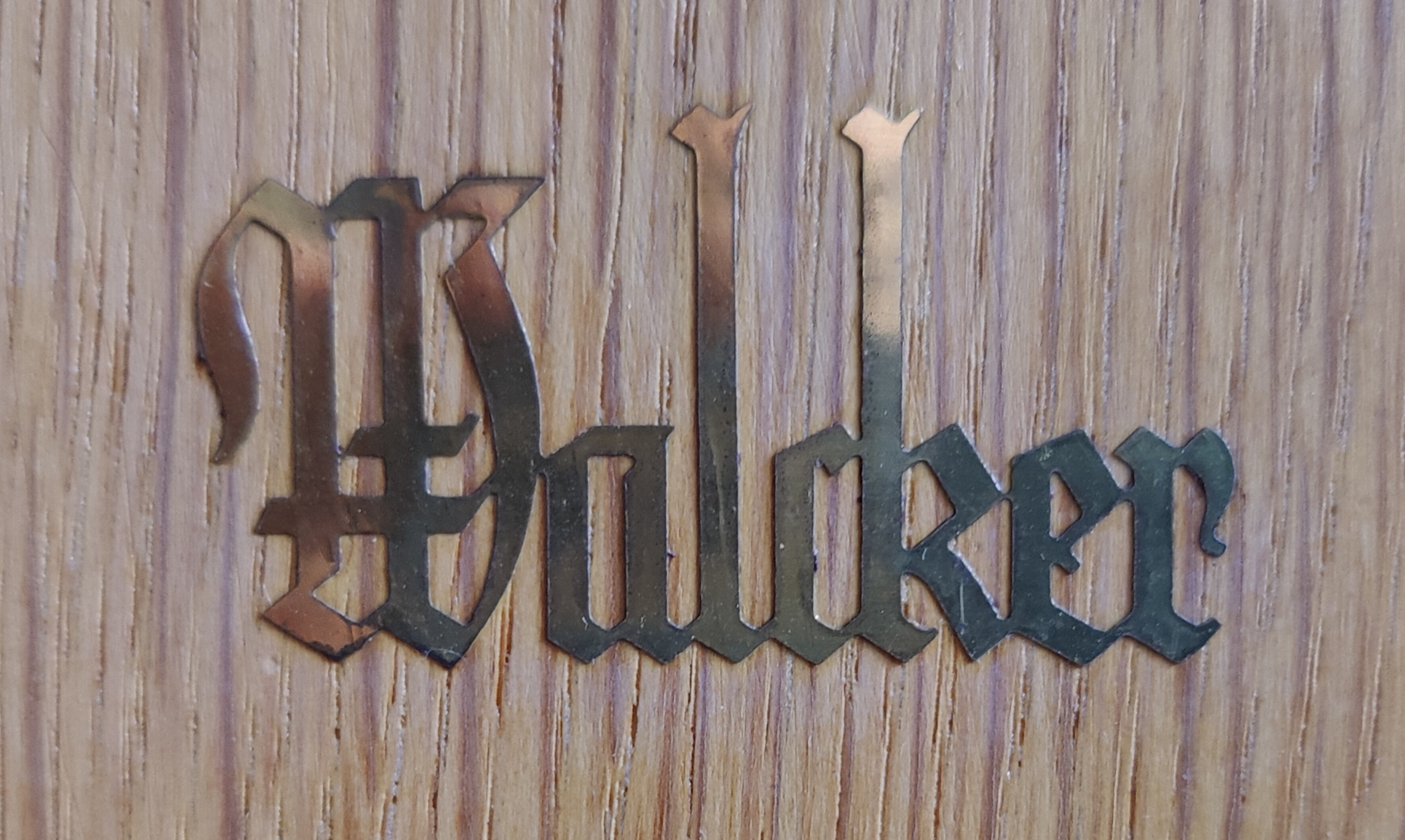
Firmenschriftzug in Bobengrün (1971)

## Werkliste (Auswahl)
Kursivschreibung zeigt an, dass die Orgel nicht mehr oder nur noch der Prospekt erhalten ist. In der sechsten Spalte bezeichnet die römische Zahl die Anzahl der Manuale, ein großes „P“ ein selbstständiges Pedal. Die arabische Zahl gibt die Anzahl der klingenden Register an. Die letzte Spalte bietet Angaben zum Erhaltungszustand und zu Besonderheiten sowie Links mit weiterführender Information.

### Werke Eberhard Friedrich Walckers
| Jahr | Opus       | Ort                              | Gebäude                                                 | Bild | Manuale | Register | Bemerkungen |
| ---- | ---------- | -------------------------------- | ------------------------------------------------------- | ---- | ------- | -------- | --- |
| 1821 | 1          | Kochersteinsfeld                 | Evangelische Kirche                                     |      | I/P     | 9        | 1820 als erstes Instrument der Ludwigsburger Orgelbauwerkstätte Walcker erbaut und 1902 bei Link in Giengen modernisiert. Sie befindet sich heute im Residenzschloss Ludwigsburg (Bild). |
| 1823 | 2          | Weinsberg                        | Johanneskirche                                          |      | I/P     | 9        | Gehäuse und 3 Register erhalten, Neubau 1956 (Weigle) und 2005 (Mühleisen) |
| 1823 | 3          | Kleingartach                     | Martinskirche                                           |      | ?       |          | |
| 1830 |            | Sindelfingen                     | Martinskirche                                           |      | II/P    | 19 (20)  | 1864 Umbau, anderes Gehäuse. 1920 durch eine neue Walcker-Orgel ersetzt. |
| 1833 | 9          | Frankfurt                        | Paulskirche                                             |      | III/P+P | 74       | mit 2 Pedalklaviaturen |
| 1839 | 35         | Stuttgart                        | Stiftskirche                                            |      | IV/P+P  | 74       | 1837–1839 Einbau bzw. Umbau der von König Friedrich I. der Stiftskirche „geschenkten“ Orgel aus der säkularisierten Klosterkirche Zwiefalten. Neugotischer Prospekt und Umsetzung auf die Westempore, später auf 84 Register erweitert. Besonderheit: Zwei Pedalklaviaturen. Mehrere Umbauten; 1944 völlig zerstört. 1958 Neubau op. 3800 (s. u.) → Orgel |
| 1840 | 37 bzw. 31 | Sankt Petersburg                 | St. Petri                                               |      | III/P   | 63       | Über den Transport dieser Orgel im Jahre 1840 auf dem Wasserweg nach St. Petersburg liegt ein Reisebericht vor. Auf diesem Instrument erhielt Peter Tschaikowsky durch den damaligen Organisten Heinrich Stiehl Orgelunterricht. Nach 100 Jahren wurde die Orgel im Jahr 1940 in den neu erbauten Tschaikowsky-Konzertsaal in Moskau gebracht. Wegen der schweren Schäden, die sie beim Transport erlitten hatte, wurde sie dort 1959 durch ein neues Instrument ersetzt. → Orgel |
| 1842 | 39         | Kegel                            | Evang. Kirche                                           |      | I/P     | 11       | Erste Orgel mit Kegellade. 1917 von G. Terkmann auf II/21 erweitert. |
| 1842 | 36         | Frauenzimmern                    | Martinskirche                                           |      | I/P     | 10       | |
| 1843 | 46         | Schramberg                       | St. Maria                                               |      | III/P   | 35       | → Orgel |
| 1846 | 62         | Hoffenheim                       | Evangelische Kirche                                     |      | II/P    | 27       | Klangdenkmal der Frühromantik → Orgel |
| 1847 | 68         | Heilbronn                        | Kilianskirche                                           |      | III/P   | 50       | zerstört beim Luftangriff auf Heilbronn 1944. 1959 Neubau (Walcker) → Orgel |
| 1848 | 78         | Markgröningen                    | Bartholomäuskirche                                      |      | II/P    | 33       | 1978 erhielt die Kirche eine neue, von der Orgelbaufirma Vier erbaute Orgel. Der Prospekt der Walcker-Orgel wurde an die neue Orgel angepasst, sowie 12 Register übernommen. → Orgel |
| 1849 | 82         | Kloster Maulbronn                | Klosterkirche                                           |      | II/P    | 21       | 1949–1970 umgebaut, Neubauten 1972 (Walcker) und 2013 (Grenzing). → Orgel |
| 1849 | 84         | Schorndorf                       | Evangelische Stadtkirche                                |      | II/P    | 33       | 1909 erweitert und in den Chor versetzt (op. 1505), 1961 durch einen Neubau von Walcker (op. 4441) ersetzt |
| 1849 | 86         | Wurmberg                         | Petruskirche Wurmberg                                   |      | I/P     | 13       | |
| 1854 | 123        | Meckenheim                       | Protestantische Kirche                                  |      | II/P    | 15       | bis auf die Prospektpfeifen original erhalten → Orgel |
| 1854 | 126        | Neuhausen auf den Fildern        | St. Petrus und Paulus (Neuhausen auf den Fildern)       |      | II/P    | 32       | 2005 restauriert durch Hermann Eule Orgelbau |
| 1855 | 127        | Mannheim                         | Hauptsynagoge                                           |      |         | 22       | erste Orgel in einer badischen Synagoge. Neubau 1899 durch Walcker. 1938 zerstört. |
| 1855 | 130        | Zagreb                           | Kathedrale von Zagreb                                   |      | III/P   | 52       | Disposition heute: IV/78 2005 restauriert von M. Walcker-Mayer → Orgel |
| 1856 | 139        | Loffenau                         | Heilig-Kreuz-Kirche                                     |      | II/P    | 23       | 2004 von Orgelbau Vleugels restauriert. |
| 1857 | 144        | Ulm                              | Ulmer Münster                                           |      | IV/P+P  | 100      | 1885 erweitert und umgesetzt |
| 1857 |            | Göygöl                           | St.-Johannis-Kirche (Göygöl)                            |      |         |          | |
| 1857 | 149        | Erlangen                         | Neustädter Kirche                                       |      | II/P    | 37       | Umbau und Erweiterung der Glis-Orgel von 1741 im Barockprospekt mehrfach (1896, 1910/11, 1935/36) von Steinmeyer umgebaut, 1919 von Steinmeyer um ein drittes Manual erweitert (III/57) 2005 durch Neubau von Goll ersetzt, Barockprospekt erhalten |
| 1857 | 150        | Frankfurt                        | Frankfurter Dom                                         |      | III/P   | 51       | nicht mehr vorhanden |
| 1858 | 132        | Zweibrücken                      | Alexanderskirche                                        |      | II/P    | 36       | 1911 erweitert auf III/45 durch Steinmeyer. 1945 zerstört. |
| 1859 | 165        | Frankfurt                        | Frankfurter Synagoge                                    |      | II/P    | 37       | verbrannt in der Reichspogromnacht 1938 |
| 1860 | 170        | Mimbach                          | Christuskirche Mimbach                                  |      | II/P    | 16       | 2017 von Lenter restauriert → Orgel |
| 1863 | 191        | Wiesbaden                        | Marktkirche                                             |      | III/P   | 53       | mehrfach umgebaut |
| 1863 | 193        | Boston                           | Methuen Memorial Music Hall (ehemals Boston Music Hall) |      | IV/P    | 89       | Die Orgel wurde mehrfach umgebaut und besitzt heute 84 Register auf vier Manualen und Pedal. Das Instrument hat elektropneumatische Traktur. Der originale Spieltisch von Walcker ist vorhanden, jedoch nicht angeschlossen. Stattdessen bedient man die Orgel von einem fahrbaren Spieltisch. → Orgel |
| 1865 | 213        | Mülhausen/Els.                   | Temple Saint-Étienne                                    |      | III/P   | 62       | mehrfach verändert, insbesondere 1953 durch die Orgelmanufaktur Schwenkedel. → Orgel |
| 1866 | 216        | Kempten                          | St. Lorenz                                              |      | II/P    | 36       | 1938 erfolgte durch Josef Zeilhuber ein Erweiterungsumbau, wobei ein Teil des alten Pfeifenwerks übernommen wurde. Das Instrument verfügt seitdem über 64 Register. → Orgel |
| 1866 | 225        | Lachen (Neustadt-Weinstraße)     | Protestantische Kirche                                  |      | II/P    | 19       | nur Prospekt erhalten → Orgel |
| 1867 | 234        | Speyerdorf (Neustadt-Weinstraße) | Protestantische Kirche                                  |      | II/P    | 10       | nicht erhalten, Teile wurden in die 1954 erbaute Orgel von Paul Sattel übernommen → Orgel |
| 1869 | 252        | Dirmstein                        | Dirmsteiner Laurentiuskirche, protestantischer Teil     |      | I/P     | 11       | erhalten → Orgel |
| 1869 | 244        | Waldkirch                        | Stiftskirche St. Margarethen                            |      | II/P    | 26       | Klangumbau 1973, Rekonstruktion 1998 und 2003 → Orgel |
| 1870 |            | Neuenburg NE                     | Kollegiatkirche Neuenburg                               |      | III/P   | 45       | Die Orgel ist derzeit ungenutzt. Nach Umbauten im 20. Jahrhundert besitzt das Instrument heute Schleifladen, elektrische Traktur und ein Rückpositiv. → Orgel |
| 1872 | 272        | Bad Dürkheim                     | Schlosskirche                                           |      | II/P    | 23       | Nicht erhalten |
| 1872 |            | Merzhausen (Usingen)             | Evangelische Kirche                                     |      | II/P    | 11       | Werk erhalten; ursprünglich 1872 von Walcker (ohne Gehäuse) für die ev. Schlosskirche Bad Homburg für 5000 Mk erbaut und dann per Beschluss der Gemeinde Merzhausen vom 30. November 1909 für ca. 1500 Mk angekauft; Brüstungsorgel über dem Altar mit siebenteiligem Barockprospekt (Erbauer unbekannt; am 4. Juni 1778 samt Spielwerk für 375 fl. aus der kath. Peter-und-Pauls-Kirche in Bad Camberg erworben; 19′ hoch und 12′ breit; linker Seitenturm und die beiden übereinander angeordneten Pfeifenfelder rechts davon sind blind [Spieltisch dahinter]; ein Großteil der Pfeifen steht rechts des Prospektes in einem eigenen Orgelkasten); zwei Kastenbälge. |
| 1873 | 292        | Webenheim                        | Martin-Luther-Kirche                                    |      | II/P    | 15       | 1958 Umbau durch Lotar Hintz (Heusweiler), 1985 eine Teilrenovierung durch die Firma Walcker (Kleinblittersdorf). Die Windladen sind mechanische Kegelladen und befinden sich in einem großen Schwellkasten. Vermutlich ist sie die älteste erhaltene schwellbare Orgel Walckers. → Orgel |
| 1875 | 296        | Planitz                          | Lukaskirche                                             |      | II/P    | 31       | 1963 umdisponiert, 2019–2021 Restaurierung und Rekonstruktion durch Orgelbau Eule → Orgel |

### Werke der Firma „E. F. Walcker & Cie.“
| Jahr      | Opus         | Ort                                  | Gebäude                                                                                   | Bild | Manuale    | Register | Bemerkungen |
| --------- | ------------ | ------------------------------------ | ----------------------------------------------------------------------------------------- | ---- | ---------- | -------- | --- |
| 1876      | 325          | Oppegård                             | Oppegård kirke                                                                            |      |            | 4        | 1930 um zwei Registern erweitert, 1976 ausgetauscht. Restauration der Orgel 2008/09 durch Christian Scheffler |
| 1877      | 333          | Wernigerode                          | Schlosskirche                                                                             |      | I/P        | 8        | →Orgel → Orgel |
| 1878      | 350          | Darmstadt                            | Schlosskirche                                                                             |      | II/P       | 11       | Die Orgel ist beim Bombenangriff auf Darmstadt am 11. September 1944 vollständig verbrannt. |
| 1878      | 306          | Wien                                 | Votivkirche                                                                               |      | III/P      | 61       | 1915 konnte ein elektrisches Gebläse installiert werden, 1917 mussten die Prospektpfeifen abgeliefert werden, die man 1923 durch Zinkpfeifen ersetzte. 1995/96 erfolgte durch Klais eine „konservative Restaurierung“. Das Instrument ist das einzige Werk dieser Bauweise und Größe, das weitgehend unverändert geblieben ist, es gilt als eines der bedeutendsten Klangdenkmale der Welt. → Orgel |
| 1879      | 363          | Blieskastel                          | Präparandenschule Blieskastel, heute kath. Teil Stiftskirche (Neustadt an der Weinstraße) |      | I/P        | 6        | Im Originalzustand erhalten, verblendet mit Barockprospekt von Franz Ignaz Seuffert |
| 1880      | 382          | Pfaffenweiler                        | St. Columba                                                                               |      | II/P       | 16       | erweitert 1999 durch Hermann Weber. → Orgel |
| 1882      | 416          | Sießen                               | St. Markus                                                                                |      | II/P       | 19       | 1986 „Restauration“ durch Mönch & Prachtel; 1995 technische Überprüfung, Regulierung der Spieltraktur und Stimmung durch Klais. |
| 1884      | 413          | Riga                                 | Dom zu Riga                                                                               |      | IV/P       | 124      | Die Orgel wurde in das Gehäuse ihrer Vorgängerin (Jacob Raab, 1601) eingebaut. Es handelt sich um die größte mechanische Orgel ihrer Zeit; sie ist eine der letzten erhaltenen großen Orgeln der Romantik. → Orgel |
| 1884      | 424          | Annaberg-Buchholz                    | St. Annenkirche                                                                           |      | III/P      | 56       | mechanische Kegelladen; später von Jehmlich auf Pneumatik umgestellt und erweitert auf 65 Register; in diesem Zustand restauriert erhalten → Orgel |
| 1884      | 432          | Leipzig                              | Krystallpalast                                                                            |      | III/P      | 54       | 1943 zerstört |
| 1884      | 433          | Neuwied                              | Marktkirche Neuwied                                                                       |      | II/P       | 30       | Die Orgel wurde in den 1920er Jahren auf elektrische Windladen umgerüstet und im Jahr 1967 durch eine Kleuker-Orgel ersetzt, da durch Verschleiß der elektrischen Kontakte und Schäden nach dem Zweiten Weltkrieg eine Erneuerung gewünscht war. |
| 1886      | 470          | Binzen                               | Evangelische Kirche                                                                       |      | II/P       | 14       | 1960 umdisponiert → Orgel |
| 1886      | 471          | Oberstenfeld                         | Stiftskirche Oberstenfeld                                                                 |      | II/P       | 21       | |
| 1886      | 472          | Constappel                           | St. Nikolaus                                                                              |      | II/P       | 13       | 2025 durch Orgelbaufirma Wegscheider restauriert |
| 1886      | 475          | Mußbach (Neustadt an der Weinstraße) | Johanneskirche                                                                            |      | II/P       | 16       | 1966 durch einen Neubau von Gebr. Oberlinger ersetzt → Orgel |
| 1887      | 488          | Untersimonswald                      | St. Sebastian                                                                             |      | II/P       | 21       | → Orgel |
| 1887      | 509          | Horgenzell-Wilhelmskirch             | Pfarrkirche St. Johannes Baptist                                                          |      | II/P       | 11       | Erhalten, 1964 von der Werkstatt Reiser Orgelbau umgebaut |
| 1889–1891 | 550          | Graz                                 | Herz-Jesu-Kirche                                                                          |      | II/P       | 36       | Neubau 1889–1891 mit pneumatischen Kegelladen; 1941 Umbau und Erweiterung auf 50 Register plus vier Transmissionen durch E. F. Walcker & Cie; Restaurierung durch die Fa. Rieger im Jahr 2014 mit 51 Registern |
| 1891      | 559          | Helsinki                             | Johanniskirche                                                                            |      | III/P      | 65       | restauriert 2005 → Orgel |
| 1891      | 587          | Egringen                             | Evangelische Kirche                                                                       |      | II/P       | 12       | nicht erhalten → Orgel |
| 1891      | 594          | Schallbach                           | Evangelische Kirche                                                                       |      | I/P        | 10       | original erhalten → Orgel |
| 1890      | 610          | Gingen an der Fils                   | Johanneskirche                                                                            |      | II/P       | 13       | ersetzt 1987 |
| 1891      | 600          | Frankfurt a. M.                      | Kaiserdom St. Bartholomäus                                                                |      | III/P      | 60       | Erste große pneumatische Kegelladenorgel von Walcker. |
| 1892      | 597          | Zell im Wiesental                    | Christuskirche                                                                            |      | II/P       | 12       | original erhalten → Orgel |
| 1893      | 638          | Lübeck                               | Lübecker Dom                                                                              |      | III/P      | 64       | 1942 zerstört |
| 1894      | 652          | Dortmund-Nordstadt                   | Evangelische Pauluskirche                                                                 |      | II/P       | 36       | Beim Kirchenbrand 1914 zerstört. |
| 1894      | 663          | Theley                               | St. Peter                                                                                 |      | II/P       | 16       | 1966 abgebaut und ersetzt. → Orgel |
| 1895      | 744          | Sternberg                            | Stadtkirche Sternberg                                                                     |      | II/P       | 21       | Pneumatische Kegelladenorgel |
| 1895      | 732          | Rom                                  | Petersdom                                                                                 |      | II/P       | 20       | 2 Stentorstimmen, 1953–1962 von Tamburini umgebaut. |
| 1896      | 770          | Aachen                               | Christuskirche                                                                            |      | III/P      | 45       | 1938 abgebrochen und durch neue Walcker-Orgel ersetzt, die 1944 zerstört und 1959 endgültig abgerissen wurde |
| 1897      | 777          | Straßburg                            | Paulskirche, Hauptorgel                                                                   |      | IV/P       | 75       | mehrfach umgebaut erhalten → Orgel |
| 1897      | 788          | Odessa                               | St. Paul                                                                                  |      | II/P       | 25       | Kirche 1976 durch Brand zerstört. |
| 1897      | 793          | Saverne                              | Evangelische Kirche                                                                       |      | II/P       | 24       | |
| 1898      | 853          | Straßburg                            | Saint-Pierre-le-Vieux, protestantisch, Hauptorgel                                         |      | II/P       | 24       | |
| 1898      | 800          | Erfurt                               | Predigerkirche                                                                            |      | III/P      | 60       | im barocken Gehäuse, 1940 durch die Erbauerfirma umgebaut, 1977 durch neue Orgel ersetzt. → Orgel |
| 1898      | 824          | Ellerstadt                           | Protestantische Kirche                                                                    |      | II/P       | 15       | → Orgel |
| 1899      | 856          | Dorlisheim                           | St. Laurentius                                                                            |      | II/P       | 15       | 2005 abgebaut, eingelagert und durch eine neue Orgel ersetzt. → Orgel |
| 1900      | 883          | Dortmund                             | Alte Synagoge                                                                             |      | IV/P       | 40       | |
| 1900      | 885          | Essen-Werden                         | Evangelische Kirche                                                                       |      | III/P      | 37       | → Orgel |
| 1900      | 931          | Kaiserslautern-Erlenbach             | Protestantische Kirche                                                                    |      | II/P       | 8        | restauriert 2013 → Orgel |
| 1901      | 1085         | Heidelberg-Weststadt                 | Christuskirche                                                                            |      | III/P      | 41       | Restaurierung 2009/2010 →Orgel |
| 1901      | 942          | Neudietendorf                        | Ev. Brüderkirche                                                                          |      | III/P      | 28       | verändert erhalten, spielbar. → Orgel |
| 1902      | 930          | Herne                                | Kreuzkirche                                                                               |      | II/P       | 34       | → Orgel |
| 1902      | 986          | Koblenz                              | Evangelische Kirche Koblenz-Pfaffendorf                                                   |      | II/P       | 14       | 1950 umgebaut, in den 1960er Jahren versetzt und 1994 von der Orgelbauwerkstatt Willi Peter renoviert |
| 1902      | 988          | Stotternheim                         | Kirche St. Peter und Paul                                                                 |      | II/P       | 22       | im historischen Prospekt der Vorgängerorgel von Johann Michael Hesse (1767–1776) |
| 1902      | 905          | Königswinter                         | Christuskirche                                                                            |      | II/P       | 15       | 1976 durch ein Werk der Werkstatt Gebr. Oberlinger Orgelbau ersetzt, Prospekt (nach Plänen des Honnefer Architekten Stein) noch erhalten. |
| 1903      | 1052         | Ludwigsburg                          | Garnisonskirche                                                                           |      | III/P      | 46       | 1957 leicht verändert. Restaurierung geplant → Orgel |
| 1903      | 1112         | Krefeld                              | Lutherkirche                                                                              |      | II/P       | 30       | 2009/10 restauriert; Rückführung in den Urzustand von 1904. → Orgel |
| 1904      | 1146         | Ulm                                  | St. Georg                                                                                 |      | III/P      | 47       | pneumatische Kegelladen; 1964 neobarock umgebaut; 2004 restauriert durch die Werkstatt Orgelbau Kuhn, dabei wurde eine mechanisch-pneumatische Spieltraktur eingebaut. → Orgel |
| 1905      | 1143         | Bad Nauheim                          | Dankeskirche                                                                              |      | III/P      | 46       | umgebaut 1965; dabei wurde das Fernwerk stillgelegt. Am 15. Oktober 2011 wurde das Fernwerk nach Restaurierung durch Christian Scheffler wieder in Betrieb genommen. Ein Neubau durch Fa. Klais ist geplant. → Orgel |
| 1905      | 1190         | Antwerpen                            | ev. Kirche „De Brabantse Olijfberg“                                                       |      | II/P       | 27       | 1984 restauriert durch Kaat en Tijhuis (Kampen, Niederlande) |
| 1906      | 1275         | Paysandú                             | Basílica Nuestra Señora                                                                   |      | II/P       | 23       | |
| 1906      | 1319         | Berlin-Moabit                        | Heilige-Geist-Kirche                                                                      |      | III/P      | 37 + 4   | 2006 restauriert durch Michael Mauch, Stuttgart. → Orgel |
| 1906      | 1321         | Berlin-Moabit                        | Reformationskirche                                                                        |      | III/P      | 38 + 4   | Nach Kriegsschäden nur notdürftig repariert und ab 1964 durch einen Neubau von Detlef Kleuker ersetzt. Vier Register wurden 1966 in die Chororgel der Reformationskirche übernommen. |
| 1907      | 1371         | Eupen Belgien                        | ev. Friedenskirche                                                                        |      | II/P       | 25 + 3   | 2005 restauriert → Orgel |
| 1906      |              | Tiengen                              | Christuskirche (Waldshut-Tiengen)                                                         |      | II         | 12       | |
| 1907      | 1405         | Großrudestedt                        | ev. Kirche St. Albanus                                                                    |      | II/P       | 20 + 2   | Restaurierung geplant |
| 1908      | 1353         | Barcelona                            | Palau de la Música Catalana                                                               |      | IV/P       | 60       | 2003 restauriert |
| 1908      | 1328         | Hamburg                              | Laeiszhalle (Musikhalle Hamburg)                                                          |      | III/P      | 74       | 1950 im Thalia Theater in Wuppertal aufgestellt – 1954 stark verändert in St. Engelbert, Köln-Riehl installiert; dort 2008 von Johannes Klais Orgelbau restauriert und dem Originalcharakter angenähert |
| 1909/1939 | 1490         | Lübeck                               | Reformierte Kirche                                                                        |      | II/P       | 19       | 1939 Dispositionsänderungen; Großteil der Register von 1909 erhalten oder umgearbeitet |
| 1909      | 1500         | Dortmund                             | St. Reinoldi                                                                              |      | V/P        | 105      | konzipiert von Oscar Walcker und Emile Rupp im Sinne der elsässischen Orgelreform; im Zweiten Weltkrieg zerstört; 1958 mit 72 Registern auf 4 Manualen und Pedal bei elektropneumatischer Traktur neu errichtet. |
| 1910      | 1563         | Lodersleben                          | St. Pankratius                                                                            |      | II/P       | 15       | hinter barockem Prospekt einer Vorgängerorgel. → Orgel |
| 1910      | 1567         | Kaiserslautern                       | Lutherkirche; heute: Unionskirche                                                         |      | II/P       | 32       | restauriert 1993 → Orgel |
| 1911      | 1570         | Wiesbaden                            | Lutherkirche                                                                              |      | III/P      | 50       | 1986/87 und 2011 als Zweitorgel durch die Werkstatt Klais in Bonn restauriert. Dabei wurde die ursprüngliche Disposition wiederhergestellt. |
| 1910      | 1580         | Berlin                               | Rheingau-Oberschule                                                                       |      | II/P       | 16       | Pneumatische Orgel 1987 Restaurierung |
| 1910      | 1537 u. 5744 | Lübeck                               | St. Gertrud                                                                               |      | II/P       | 30       | 1980 Renovierung (ebenfalls durch Walcker, opus 5744), um ein Auxiliaire mit sechs Registern ergänzt; zusätzlich eingebaut ein neuer, beweglicher Spieltisch |
| 1911      | 1609         | Ilmenau                              | St. Jakobus                                                                               |      | III/P      | 65       | 1961 neuer Spieltisch durch Fa. Sauer (Frankfurt/Oder), 1992/93 Restaurierung sowie Rekonstruktion des Spieltischs durch Orgelwerkstatt Scheffler. → Orgel |
| 1911      | 1617         | Göschitz                             | St. Jodocus                                                                               |      | II/P       | 16       | hinter Prospekt von J. T. Hiebe → Orgel |
| 1911      | 1626         | Nordhausen                           | St. Maria auf dem Berg                                                                    |      | II/P       | 29       | bei der Bombardierung Nordhausens im Zweiten Weltkrieg zerstört |
| 1912      | 1668         | Kairo-Boulaq, Gaalastr.              | Kirche der Deutschsprachigen Evangelischen Gemeinde in Kairo und ganz Ägypten             |      | II/P       | 15       | 2011–2012 Renovierung durch Gerhard Walcker-Mayer |
| 1912      | 1696         | Berlin                               | Alte Philharmonie                                                                         |      | III/P      | 53       | 1944 zerstört |
| 1912      | 1700         | Hamburg                              | Hauptkirche Sankt Michaelis                                                               |      | V/P        | 163      | zeitweise die größte Kirchenorgel der Welt; 1944/45 beschädigt, jedoch während des Krieges in großen Teilen eingelagert, aber später nicht wieder aufgebaut; ersetzt durch Neubau von Steinmeyer → Orgel |
| 1912      | 1702         | Idstein                              | Unionskirche (Idstein)                                                                    |      | II/P       | 27 + 3   | |
| 1913      | 1747         | Wildervank, Niederlande              | Grote Kerk (PKN kerk)                                                                     |      | II/P       | 25       | 2001 Renovierung durch S. de Wit Orgelbau (Niederlande) |
| 1913      | 1766         | Ebersdorf                            | St. Christophorus                                                                         |      | II/P       | 14       | 1 Transmission → Orgel |
| 1913      | 1767         | Tetschen-Bodenbach                   | Christuskirche                                                                            |      | II/P       | 22       | Umbau der Hermann Eule-Orgel von 1884. Orgel |
| 1913      | 1782         | Leingarten-Großgartach               | Lorenzkirche                                                                              |      | II/P       | 18       | mit Selbstspielautomat Organola |
| 1914      | 1812         | San Sebastian                        | St. Ignacio                                                                               |      | II/P       | 30       | |
| 1915      | 1863         | Rjukan                               | Rjukan kirke                                                                              |      | II/P       | 23       | 1926–27 erweitert und umgesetzt, 1965 verbrannt |
| 1916      | 1876         | Oberndorf am Neckar                  | evang. Stadtkirche                                                                        |      | II/P       | 24 (28)  | |
| 1916      | 1894         | Dieskau                              | St. Anna                                                                                  |      | I/P        | 15       | Seit 1931 in der Kirche Dieskau → Orgel |
| 1919      |              | Finkenbach-Gersweiler                | Wehrkirche                                                                                |      |            | 15       | Prospekt Gebr. Stumm, Rhaunen-Sulzbach 1741-1744, Umbau und seitliche Erweiterung durch Walcker 1919, 1963 Rückbau in Annäherung an die Ursprungsorgel von Stumm durch Gebr. Oberlinger, Windesheim und Umsetzung auf die Westempore. |
| 1920      |              | Sindelfingen                         | Martinskirche                                                                             |      | II/P III/P | 15 22    | Instrument war konzipiert für bis zu 45 Register. Später ausgebaut auf drei Manuale und 22 Register. Durch Holzwurm zerstört und 1965 ersetzt. |
| 1922      | 2000         | Cork                                 | Cathedral of St. Mary and St. Anne, Hauptorgel                                            |      | IV/P       | 62       | |
| 1925      | 2073         | Stockholm                            | Stadshuset, Blaue Halle                                                                   |      | IV/P       | 115      | 2005-2008 renoviert durch Harrison & Harrison (Durham, UK) |
| 1925      | 2094         | Recklinghausen                       | Städtischer Saalbau                                                                       |      | III/P      | 71       | Ende März 1945 beschädigt, 1967 im Zuge von Umbauarbeiten im Saalbau abgebrochen. |
| 1925      | 2095         | Heilbronn                            | Alte Synagoge                                                                             |      | II/P       | 22       | im Rahmen der Reichskristallnacht im November 1938 mit der Synagoge zerstört |
| 1927      | 2150         | Gelsenkirchen                        | Hans-Sachs-Haus (Profanbau)                                                               |      | IV/P       | 91       | Restaurierungen 1982, 1989, 2003–2007; seit 2007 eingelagert in der Werkstatt Romanus Seifert & Sohn und 2017 nach Papenburg verkauft. |
| 1927      | 2151         | Neustadt an der Weinstraße           | Alte Winzinger Kirche                                                                     |      | II/P       | 13 (+2)  | im Gehäuse der Vorgängerorgel von Franz Seuffert (1823), 1979 abgebaut, einige Register wurden in der Steinmeyer-Orgel der Martin-Luther-Kirche Neustadt-Winzingen und der Eisenbarth-Orgel der Stadtkirche Landstuhl wiederverwendet → Orgel |
| 1928      | 2167         | Ulm                                  | Martin-Luther-Kirche                                                                      |      | III/P      | 38       | neobarocker Umbau 1961 durch Richard Rensch, 2007–2010 Restaurierung auf den originalen Klangaufbau durch die Werkstatt Orgelbau Lenter, Sachsenheim |
| 1928      | 2222         | Barcelona                            | Palau Nacional                                                                            |      | V/P        | 154      | eine der größten Orgeln Europas; 1959 um 2.500 Pfeifen erweitert; seit 1974 nicht mehr spielbar |
| 1930      | 2270         | Oslo                                 | Dom                                                                                       |      | IV/P       | 103      | Besonderheit: „Mehrfachkombinationssystem mit sichtbar bewegten Registern“; 1998 durch Neubau von Ryde & Berg ersetzt → Orgel |
| 1931      | 2305         | Berlin-Siemensstadt                  | Christophoruskirche                                                                       |      | II/P       | 30 + 3   | Das Instrument wurde mit 27+3 Registern erbaut, mehrfach umdisponiert und auf 29+3 erweitert, 2005 dann saniert und auf 30+3 erweitert. → Orgel |
| 1931      | 2308         | Kufstein                             | Heldenorgel im Bürgerturm der Festung                                                     |      | II/P       | 26       | Als Kriegerdenkmal (Erster Weltkrieg) errichtet. 1971 durch die Erbauerfirma auf 4 Manuale und 46 Register vergrößert (Opus 5270), 2009 durch Eisenbarth umgebaut und auf 65 Register erweitert. |
| 1931      | 2311         | München                              | Auferstehungskirche                                                                       |      | III/P      | 45       | erhalten → Orgel |
| 1932      | 2361         | Ebersdorf                            | Herrnhuter Brüdergemeine, Kirchensaal                                                     |      | II/P       | 16       | Prospekt von ca. 1700; überholt 1992 → Orgel |
| 1932      | 2367         | Medellín                             | Catedral Metropolitana de Medellín                                                        |      | III/P      | 51       | Restaurierung 2009/2010 |
| 1933      | 2395         | Hirschberg                           | St. Katharina                                                                             |      | II/P       | 23       | Prospekt von J. F. Heidenreich (1842) → Orgel |
| 1934      | 2423         | Weida                                | Stadtkirche St. Marien (Weida)                                                            |      | III/P      | 61       | → Orgel |
| 1934      | 2419         | Santiago de Chile                    | Erlöserkirche Santiago                                                                    |      | II/P       | 9        | Einweihung am 29. Juli 1934. |
| 1934–1935 | 2432         | Berlin-Mariendorf                    | Martin-Luther-Gedächtniskirche                                                            |      | III/P      | 50       | → Orgel |
| 1934      | 2450         | Berlin-Adlershof                     | Verklärungskirche                                                                         |      | II/P       | 26 (27)  | → Orgel |
| 1936      | 2500         | Nürnberg                             | Luitpoldhalle                                                                             |      | V/P        | 220      | „Opus diabolo“, erbaut für den Reichsparteitag der NSdAP 1936; 1944 zerstört; größtes Werk |
| 1936      | 2511         | Hemsbach                             | Christuskirche                                                                            |      | II/P       | 29       | |
| 1936–1937 | 2544         | Riga                                 | Universität Lettlands                                                                     |      | III/P      | 70       | |
| 1936      | 2548         | Mannheim-Gartenstadt                 | Auferstehungskirche                                                                       |      | II/P       | 11       | 1960 auf 13 Register erweitert, ersetzt 1972 → Orgel |
| 1937      | 2572         | Übach-Palenberg                      | Erlöserkirche                                                                             |      | II/P       | 10       | Im Krieg zerstört. |
| 1937      | 2576         | Schnega                              | Werkstatt Hugo Körtzinger                                                                 |      | III/P      | 30 (61)  | Zunächst „Walcker“-Kleinorgel nach dem Multiplex-System mit 6 Grundstimmen und 41 Registern. Von 1939 bis 1948 erweitert auf 30 Register und 31 Transmissionen. Die Privatorgel steht in einem Künstleratelier und ist vollständig erhalten. 2016 Komplettrestaurierung. → Orgel |
| 1941      | 2727         | Berlin-Französisch Buchholz          | St. Johannes Evangelist                                                                   |      | II/P       | 10       | → Orgel |
| 1947      |              | Schlüchtern                          | Huttenkapelle im Kloster Schlüchtern; Kirchenmusikakademie                                |      | II/P       | 14       | → Orgel |
| 1950      | 2967         | Frankfurt am Main                    | Westend-Synagoge                                                                          |      | III/P      | 36       | |
| 1951      | 2984         | Bamberg                              | St. Heinrich                                                                              |      | III/P      | 58       | → Orgel |
| 1951      | 2987         | Bahlingen am Kaiserstuhl             | Bergkirche                                                                                |      | II/P       | 21       | 1965 ersetzt → Orgel |
| 1951–1956 | 3422         | Schlüchtern                          | Stadtkirche St. Michael                                                                   |      | II/P       | 24       | Umbau der Ratzmann Orgel aus 1903; Disposition und Mensuren von Ernst Karl Rößler; Freipfeifenprospekt - Register bei Orgelneubau 1970 weiterverwendet |
| 1953      | 3073         | München                              | Herz-Jesu-Kirche                                                                          |      | IV/P       | 75       | 1994 bei Kirchenbrand zerstört. → Orgel |
| 1954      | 3197         | Wintersweiler                        | Evangelische Kirche                                                                       |      | II/P       | 8        | → Orgel |
| 1954      | 3245         | Frankfurt-Bockenheim                 | St. Elisabeth                                                                             |      | II/P       | 21       | 2014 Generalüberholung durch Orgelbau Hardt |
| 1955      |              | Gleiszellen                          | St. Dionysius                                                                             |      | II/P       | 10       | In historischem Gehäuse aus 1770 von Johann Conrad Göbel |
| 1955      | 3180         | São Paulo                            | Iglesia Santuario de S. Teresinha do Menino Jesus                                         |      | II/P       | 12       | Restauriert und erweitert durch Marcio und Daniel Gazzaniga Rigatto, Rigatto & Filhos 2013 |
| 1955      | 3323         | Hausen im Wiesental                  | Evangelische Kirche                                                                       |      | II/P       | 10       | → Orgel |
| 1955      | 3400         | Essen                                | Evangelisch-Lutherische Kirche                                                            |      | II/P       | 8        | 1990 durch Orgelbau Böttner erweitert → Orgel |
| 1955      | 3511         | Stuttgart                            | Adventgemeinde Stuttgart-Mitte                                                            |      | II/P       | 15       | → Orgel |
| 1955      | 3526         | Rutesheim                            | Johanneskirche                                                                            |      | II/P       | 19       | → Orgel |
| 1957      | 3478         | Langenbach                           | St. Lukas                                                                                 |      | II/P       | 10       | → Orgel |
| 1957      | 3591         | Stuttgart                            | Gedächtniskirche                                                                          |      | III/P      | 36       | → Orgel |
| 1958      | 3665         | Frankfurt am Main                    | Leonhardskirche                                                                           |      | IV/P       | 53       | → Orgel |
| 1958      | 3700         | Dortmund                             | St. Reinoldi                                                                              |      | IV/P       | 72       | → Orgel; 2019–22 durch neue Orgelanlage von Mühleisen (Leonberg) ersetzt |
| 1958      | 3721         | Hamburg-Stellingen                   | Auferstehungskirche                                                                       |      | II/P       | 10       | → Orgel |
| 1958      | 3800         | Stuttgart                            | Stiftskirche                                                                              |      | IV/P       | 84       | Schleifladen, elektrische Traktur → Beschreibung 2004 ersetzt durch Neubau von Orgelbau Mühleisen; die Walcker-Orgel wurde nach Zory (Schlesien) transloziert. |
| 1959      | 3603         | Heilbronn                            | Kilianskirche                                                                             |      | IV/P       | 55       | umgebaut erhalten → Orgel |
| 1959      | 3790         | Mannheim-Neckarau                    | Matthäuskirche                                                                            |      | III/P      | 31       | → Orgel |
| 1959      | 3772         | Wanne-Eickel                         | Johanneskirche                                                                            |      | II/P       | 28       | 1994 Erweiterung um ein Rückpositiv. Seitdem 35 Register auf 3 Manualen. |
| 1959      | 3671         | Innsbruck                            | Jesuitenkirche                                                                            |      | III/P      | 34       | Disposition von Anton Heiller. 2007–2011 von Rösel & Hercher Orgelbau restauriert; die Register Schalmey und Cornett sowie die Tremulanten wurden ergänzt. |
| 1959      | 3804         | Berlin-Neukölln                      | Martin-Luther-Kirche                                                                      |      | III/P      | 35       | → Orgel |
| 1959      | 3809         | Enkenbach-Alsenborn                  | St. Norbert                                                                               |      | II/P       | 14       | → Orgel |
| 1959      | 3833         | Sulzbach-Rosenberg                   | Christuskirche                                                                            |      | I/P        | 6        | erbaut für das Mädchenheim der Stadtmission Nürnberg 1959; 2021 saniert und neu intoniert durch Orgelbau Kilbert → Orgel |
| 1959      | 3872         | Büsingen                             | Dorfkirche                                                                                |      | II/P       | 14       | → Orgel, 2017 ersetzt |
| 1960      | 3857         | Büsingen                             | Bergkirche                                                                                |      | I/P        | 5        | → Orgel, 2000 ersetzt |
| 1960      | 3967         | Düsseldorf                           | Apostolische Gemeinschaft                                                                 |      | II/P       | 13       | 2 Transmissionen → Orgel |
| 1960      | 3975         | Schwäbisch Gmünd                     | St. Franziskus                                                                            |      | III/P      | 35       | → Orgel |
| 1960      | 4019         | St. Wendel                           | Aula des Gymnasiums Wendalinum                                                            |      | II/P       | 18       | |
| 1961      | 4441         | Schorndorf                           | Stadtkirche                                                                               |      | III/P      | 45       | Konzeption durch Helmut Bornefeld, unter Denkmalschutz, 2014 technischer Neubau durch Mühleisen, Erweiterung auf 46 Register, Beibehaltung der Klangästhetik und des Pfeifenwerks → Orgel |
| 1961      | 4067         | Erlangen                             | St. Matthäus                                                                              |      | III/P      | 46       | → Orgel |
| 1961      | 4082         | Ulm                                  | St. Michael zu den Wengen                                                                 |      | II/P       | 25       | → Orgel |
| 1961      | 4260         | Mannheim-Friedrichsfeld              | Johannes-Calvin-Kirche                                                                    |      | II/P       | 24       | |
| 1962      |              | Bobengrün                            | St. Paulus                                                                                |      | II/P       | 10       | → Orgel |
| 1962      | 3984         | Memmingen                            | St. Martin                                                                                |      | III/P      | 55       | 1998 ersetzt |
| 1962      | 4253         | Ravensburg                           | Christkönigkirche                                                                         |      | III/P      | 32 (33)  | → Orgel |
| 1962      | 4465         | Bad Vilbel                           | Christuskirche Bad Vilbel                                                                 |      | III/P      | 30       | Grunderneuerung 2013 |
| 1962–1963 | 4167         | Berlin-Wedding                       | Neue Nazarethkirche                                                                       |      | III/P      | 35       | → Orgel, seit 2021 nach Polen verkauft |
| 1962      | 4209         | Berlin-Kreuzberg                     | Christus-Kirche                                                                           |      | II/P       | 14       | →Orgel |
| 1962      | 4256         | Berlin-Steglitz                      | Baptistenkirche                                                                           |      | II/P       | 16       | → Orgel |
| 1962      | 4449         | Berlin-Neukölln                      | Brüdergemeine                                                                             |      | II/P       | 15       | → Orgel |
| 1963      |              | Schorndorf                           | Heilig-Geist-Kirche                                                                       |      | III/P      | 30       | → Orgel |
| 1963      | 4274         | Stuttgart-Bad Cannstatt              | Evangelische Stadtkirche                                                                  |      | III/P      | 39       | 1998 generalsaniert durch Kopetzki, seither 44 Reg. |
| 1964      | 4000         | Wesel                                | Willibrordi-Dom                                                                           |      | IV/P       | 66       | 2001 ersetzt durch Neubau mit III/56 von Marcussen & Søn → Orgel |
| 1964      | 4096         | Ellwangen (Jagst)                    | Basilika St. Vitus                                                                        |      | III/P      | 45       | → Orgel |
| 1964      | 4471         | Alpirsbach                           | Klosterkirche                                                                             |      | III/P      | 44       | 2009 ersetzt → Orgel |
| 1964      | 4482         | Berlin-Schöneberg                    | Apostel-Paulus-Kirche                                                                     |      | III/P      | 38       | |
| 1964      | 4485         | Esslingen                            | Stadtkirche St. Dionys                                                                    |      | IV/P       | 91       | → Orgel |
| 1964      | 4487         | Ingolstadt                           | St. Moritz                                                                                |      | IV/P       | 51       | → Orgel |
| 1964      | 4500         | Essen                                | Dom                                                                                       |      | IV/P       | 54       | 2006 von Orgelbau Sauer nach St. Cyriakus in Weeze transferiert. → Orgel in Weeze |
| 1964      | 4633         | Regensburg                           | St. Lukas                                                                                 |      | II/P       | 13       | → Orgel |
| 1964      | 4746         | Reutti (Amstetten)                   | Evangelische Kirche St. Ägidius und Katharina                                             |      | I/P        | 6        | → Orgel |
| 1964      | 4480         | Fürth                                | St. Paul                                                                                  |      | III/P      | 54       | Hauptorgel, nach Entwürfen von Walter Supper → Orgel |
| 1965      | 4509         | Lübeck                               | St. Martin                                                                                |      | II/P       | 19       | |
| 1965      | 4531         | Berlin-Lankwitz                      | Dreifaltigkeitskirche                                                                     |      | III/P      | 34       | → Orgel |
| 1965      | 4533         | Rohrbach                             | Verklärung Christi                                                                        |      | II/P       | 26       | → Orgel |
| 1965      | 4534         | Saal an der Donau                    | Christkönigskirche                                                                        |      | III/P      | 38       | 2020 Umbau durch Thomas Jann → Orgel |
| 1966      | 4538         | Berlin-Westend                       | Neu-Westend-Kirche                                                                        |      | II/P       | 25       | überholt 2016 durch Eberswalder Orgelbauwerkstatt → Orgel |
| 1966      | 4578         | Obertiefenbach (Beselich)            | St. Ägidius                                                                               |      | III/P      | 33       | → Orgel |
| 1965      | 4772         | Hof (Saale)                          | St. Lorenz                                                                                |      | II/P       | 20       | 2012 renoviert durch Orgelbau Hörl |
| 1965      | 4795         | Winterthur-Rosenberg                 | Kirche Rosenberg                                                                          |      | II/P       | 19       | → Orgel |
| 1965      | 4817         | Basel                                | Abdullam-Spital, Kapelle                                                                  |      | II/P       | 11       | → Orgel |
| 1966      |              | Essen-Kray                           | Ev. Kirche                                                                                |      | II/P       | 11       | 1984 umgesetzt nach St. Hedwig Ganderkesee (Bild u. Link), überholt 2005 u. 2016 → Orgel |
| 1966      | 5011         | Aarau                                | Minoritätskirche                                                                          |      | II/P       | 11       | → Orgel |
| 1967      | 4779         | Berlin-Spandau                       | Kirche im Johannesstift                                                                   |      | IV/P       | 61       | → Orgel |
| 1967      | 4789         | Berlin-Lichterfelde                  | Petruskirche                                                                              |      | III/P      | 35       | → Orgel |
| 1967      | 4959         | Berlin-Charlottenburg                | Luisenkirche                                                                              |      | II/P       | 25       | 2022 ersetzt → Orgel |
| 1967      | 4963         | Landshut                             | Erlöserkirche                                                                             |      | III/P      | 35       | → Orgel |
| 1966      | 5133         | Leutwil                              | Reformierte Kirche                                                                        |      | II         | 13       | → Orgel |
| 1967      | 5195         | Büdesheim                            | St. Peter und Paul                                                                        |      | II/P       | 8        | |
| 1967      |              | Beutelsbach                          | Stiftskirche                                                                              |      | II/P       | 25       | |
| 1968      | 4993         | Amberg                               | St. Martin                                                                                |      | III/P      | 54       | 1973 um ein Bombardenwerk erweitert; ergänzende Chororgel sowie Sanierung und Reorganisation der Hauptorgel in Planung |
| 1967–1969 | 5000         | Ulm                                  | Ulmer Münster, Westorgel                                                                  |      | V/P        | 100      | → Orgel |
| 1969      | 5004         | Hof                                  | St. Otto                                                                                  |      | II/P       | 12       | 1988 erweitert, 2010 überholt durch Orgelbau Hörl. → Orgel |
| 1968      | 5088         | Lübeck                               | St. Birgitta                                                                              |      | II/P       | 11       | |
| 1968      | 5212         | Braunschweig                         | Matthäuskirche                                                                            |      | II/P       | 20       | |
| 1968      | 5318         | Kirchleerau                          | Reformierte Kirche                                                                        |      | II/P       | 13       | → Orgel |
| 1968      | 5340         | Olten                                | Friedenskirche                                                                            |      | I/P        | 5        | → Orgel |
| 1969      | 5248         | Berchtesgaden                        | Christuskirche                                                                            |      | II/P       | 24       | 2018 renoviert durch Hans-Ulrich Erbslöh, Hamburg |
| 1969      | 5256         | Zwingen                              | Maria Empfängnis                                                                          |      | II/P       | 17       | → Orgel |
| 1970      | 5262         | München                              | St. Gabriel                                                                               |      | III/P      | 40       | → Orgel |
| 1970      | 5263         | Berlin-Marzahn                       | Verklärung des Herrn                                                                      |      | II/P       | 18       | Erweiterung auf 22 Register und Versetzung von Maintal-Bischofsheim nach Berlin durch Johannes Kircher. → Orgel |
| 1970      | 5400         | Salzburg                             | Mozarteum                                                                                 |      | IV/P       | 57       | 2010 durch einen Neubau Hermann Eules ersetzt |
| 1970      | 5389         | Gladenbach                           | St. Maria Königin                                                                         |      | II/P       | 16       | → Orgel |
| 1970      | 5368         | Berlin-Zehlendorf                    | Diakonieverein                                                                            |      | II/P       | 10       | → Orgel |
| 1971      | 5390         | Lübeck                               | Dom (Orgelpositiv)                                                                        |      | I/p        | 6        | Truhenorgel |
| 1971      | 5270         | Kufstein                             | Heldenorgel im Bürgerturm der Festung                                                     |      | III/P      | 46       | Erweiterung von Opus 2308. 2009 Erweiterung durch Orgelbau Eisenbarth. → Orgel |
| 1971      | 5606         | Spreitenbach                         | Kreuzkirche Hasel                                                                         |      | II/P       | 9        | → Orgel |
| 1972      | 5295         | Sinzig                               | St. Peter                                                                                 |      | III/P      | 45       | → Orgel |
| 1972      | 5299         | Rendsburg                            | Marienkirche                                                                              |      | III/P      | 44       | → Orgel |
| 1972      | 5485         | Schwaig b. Nürnberg                  | St. Paul                                                                                  |      | II/P       | 13       | → Orgel |
| 1972      | 5510         | München                              | St. Karl Borromäus                                                                        |      | II/P       | 26       | → Orgel |
| 1972      | 5511         | Fürth                                | St. Paul                                                                                  |      | III/P      | 13       | Chororgel; nach Entwürfen von Walter Supper → Orgel |
| 1976      | 5543         | Oberhausen-Sterkrade                 | St. Clemens                                                                               |      | III/P      | 37       | Das Schwellwerk stammt aus dem Jahr 1986 von der Firma Orgelbau Klimke aus Bottrop. → Orgel |
| 1973      | 5644         | Saarbrücken-Güdingen                 | Heilig Kreuz                                                                              |      | II/P       | 15       | → Orgel |
| 1976      | 5711         | Innsbruck                            | Servitenkirche                                                                            |      | II/P       | 20       | → Orgel |
| 1976      | 5553         | Weißenstadt                          | Friedhofskirche                                                                           |      | I/P        | 6        | im Gehäuse von Strebel (1910) → Orgel |
| 1977      | 5547         | Murrhardt                            | Stadtkirche                                                                               |      | III/P      | 37       | ersetzt 2019; gebaut nach einem Entwurf von Helmut Bornefeld→Orgel |
| 1977–79   | 5558         | Edenkoben                            | Protestantische Kirche                                                                    |      | II/P       | 30       | im Gehäuse von Hartung (1756) → Orgel |
| 1978      | 5590         | Wuppertal                            | St. Suitbertus                                                                            |      | III/P      | 39       | In desolatem Zustand. Sie soll ersetzt werden. |
| 1974      | 5669         | Baar                                 | Reformierte Kirche                                                                        |      | II/P       | 13       | → Orgel |
| 1981      | 5742         | Maribor                              | Dom                                                                                       |      | III/P      | 37       | → Orgel |
| 1981      |              | Lichtenfels                          | Heilige Familie                                                                           |      | II/P       | 18       | 2004 um 2 Register erweitert → Orgel |
| 1981      | 5757         | Rom                                  | Petersdom                                                                                 |      | II/P       | 11       | Gestiftet von Helmut Schmidt → Orgel |
| 1982      | 5772         | Gussenstadt                          | Michaelskirche                                                                            |      | III/P      | 16       | mit Koppelmanual → Orgel |
| 1982      | 5794         | Großreuth bei Schweinau (Nürnberg)   | Thomaskirche                                                                              |      | II/P       | 18       | 2011 verändert → Orgel |
| 1982      | 5812         | Gallenweiler                         | Galluskirche                                                                              |      | I/P        | 5        | → Orgel |
| 1986/1990 | 5841         | Lübeck                               | Lutherkirche                                                                              |      | II/P       | 22       | |
| 1983      | 5837         | München                              | Vaterunserkirche                                                                          |      | II/P       | 10       | → Orgel |
| 1986      | 5863         | Wemmetsweiler                        | St. Michael                                                                               |      | II/P       | 29       | Neubau mit Übernahme der Pfeifen aus der Vorgänger-Orgel Walcker op. 1101 von 1903. → Orgel |
| 1995      | 5923         | Saarwellingen                        | Blasiuskirche                                                                             |      | III/P      | 43       | Verwendung eines Großteiles des Pfeifenmaterials der Vorgängerorgel von Haerpfer & Erman |

### Werke der Firma „W. Walcker-Mayer & Cie.“ Niederlassung Österreich
Siehe: Orgelbau M. Walcker-Mayer

## Gedenken
Seit 2001 wird im Rahmen eines internationalen Organisten-Wettbewerbs in Schramberg der Eberhard-Friedrich-Walcker-Preis vergeben. In Schramberg befindet sich in der Kirche St. Maria mit Opus 46 die älteste größere noch erhaltene Kegelladen-Orgel aus der Werkstatt Walcker, die als frühromantisches Instrument für die im Wettbewerb gespielte deutsch-romantische Orgelliteratur hervorragend geeignet ist.